# Odžaci (Trstenik)
Pour les articles homonymes, voir Odžaci (homonymie).
Odžaci (en serbe cyrillique : Оџаци) est une localité de Serbie située dans la municipalité de Trstenik, district de Rasina. Au recensement de 2011, elle comptait 1 375 habitants.
Odžaci est officiellement classé parmi les villages de Serbie.

## Démographie

### Évolution historique de la population
| 1948  | 1953  | 1961  | 1971  | 1981  | 1991  | 2002  | 2011  |
| ----- | ----- | ----- | ----- | ----- | ----- | ----- | ----- |
| 1 476 | 1 550 | 1 699 | 1 696 | 1 759 | 1 701 | 1 562 | 1 375 |

|  |